# Синобугава
«Синобугава» (яп. 忍ぶ川, синобугава; англ. Shinobugawa, в иных переводах названия: «Ресторан „Синобугава“», «Река терпения»; в советском кинопрокате демонстрировался под названием «Трудная любовь») — чёрно-белый фильм-драма режиссёра Кэя Кумаи, вышедший на экраны в 1972 году. Экранизация повести писателя Тэцуо Миуры «Река терпения». Фильм-лауреат престижнейших японских кинопремий «Кинэма Дзюмпо» и «Майнити» за лучший фильм 1972 года.

## Сюжет
Студент Тэцуро повстречал Сино в третьеразрядном ресторанчике «Синобугава», где она работала официанткой. Молодые люди потянулись друг к другу, но каждый из них связан несчастными обстоятельствами. Тэцуро считает, что над их семьёй тяготеет какой-то наследственный рок — самоубийство, необъяснимая гибель, неизлечимая болезнь близких, — и боится принести этой прекрасной и чистой девушке несчастье. А Сино из-за нужды и болезни отца не решается порвать с нелюбимым, но преуспевающем в жизни Мотамурой. Любовь медленно побеждает их страх и неуверенность. Встреча с Тэцуро переломила жизнь Сино. Молодые герои переживают духовное возрождение. Тэцуро приезжает к умирающему отцу Сино, знакомится с её братом и сёстрами. Вместе с Сино он затем отправляется на север страны, в снежный край, где живут его родители, и там влюблённые празднуют скромную свадьбу.

## В ролях
- Комаки Курихара — Сино
- Го Като — Тэцуро
- Киёси Нагата — отец Тэцуро
- Хисако Такихана — мать Тэцуро
- Канэко Ивасаки — Каё, сестра Тэцуро
- Киндзё Син — отец Сино
- Ясукэ Такита — Юкифуса Кимура
- Хисаси Игава — старший брат Тэцуро
- Ясуси Кати — Фумия
- Карин Ямагути — Ая
- Кин Сугаи — пассажирка в поезде
- Тосиэ Кимура — Оками

## Премьеры
...Кумаи выбрал скромные и тихие интонации в изображении нового для себя жизненного материала. «Синобугава» — чёрно-белый фильм обычного формата. На экране — Токио начала 20-х годов. Дребезжа стёклами, двигается по улице старый трамвайчик. В этом фильме Кумаи проявил особую тщательность: облик людей, их одежда, улицы — всё это безукоризненно соответствовало изображаемой эпохе.
Следуя повести, Кумаи создаёт поэтическую ленту, пронизанную печалью. Однако, несмотря на скрупулёзность в изложении сюжета, режиссёр несколько сдвигает акценты в сторону идеализации героев.
...С тонким очарованием передана белизна далёкого снежного края, куда Тэцуро привёз свою любимую. Портреты Сино подчёркивают её хрупкую прелесть. Всё это сообщает фильму романтическую интонацию...
- — 25 мая 1972 года состоялась национальная премьера фильма в Токио[2].
- — американская премьера фильма состоялась в июле 1973 года в Нью-Йорке[2].
- — в СССР фильм был впервые показан в рамках Московского кинофестиваля в июле 1973 года[2].
- — в советском прокате фильм демонстрировался с декабря 1974 года под названием «Трудная любовь»[3].

## Награды и номинации
Премия журнала «Кинэма Дзюмпо» (1973)
Выиграны:
- премия за лучший фильм 1972 года
- премия за лучшую режиссёрскую работу — Кэй Кумаи
- премия за лучший сценарий — Кэй Кумаи, Кэйдзи Хасэбэ

Кинопремия «Майнити» (1973)
Выиграны:
- премия за лучший фильм 1972 года
- премия лучшей актрисе 1972 года — Комаки Курихара
- премия за лучший саундтрек — Тэйдзё Мацумура
- премия за лучший звук — Муцутоси Ота

VIII Московский международный кинофестиваль (1973)
- Номинация на главный приз фестиваля